# Gran Premio de Portugal de Motociclismo de 2010
El Gran Premio de Portugal de Motociclismo de 2010 (oficialmente: Grande Prémio bwin de Portugal Circuito Estoril) fue la decimoséptima prueba del Campeonato del Mundo de Motociclismo de 2010. Tuvo lugar en el fin de semana del 29 al 31 de octubre de 2010 en el Autódromo do Estoril en Estoril, Portugal.
La carrera de MotoGP fue ganada por Jorge Lorenzo, seguido de Valentino Rossi y Andrea Dovizioso. Stefan Bradl ganó la prueba de Moto2, por delante de Alex Baldolini y Alex de Angelis. La carrera de  125 cc fue detenida después de 7 vueltas por lluvia. Luego fue reanudada a 9 vueltas, con la Parrilla determinada por el orden de carrera anterior a la suspensión. La segunda parte de la carrera determinó el resultado final. Fue ganada por Marc Márquez, Nico Terol fue segundo y Bradley Smith tercero.

## Resultados

### Resultados MotoGP
| Pos.    | N.º | Piloto           | Constructor | Vueltas | Tiempo    | Parrilla | Pts. |
| ------- | --- | ---------------- | ----------- | ------- | --------- | -------- | ---- |
| 1       | 99  | Jorge Lorenzo    | Yamaha      | 28      | 46:17.962 | 1        | 25   |
| 2       | 46  | Valentino Rossi  | Yamaha      | 28      | +8.629    | 3        | 20   |
| 3       | 4   | Andrea Dovizioso | Honda       | 28      | +26.475   | 9        | 16   |
| 4       | 58  | Marco Simoncelli | Honda       | 28      | +26.534   | 8        | 13   |
| 5       | 69  | Nicky Hayden     | Ducati      | 28      | +27.154   | 2        | 11   |
| 6       | 14  | Randy de Puniet  | Honda       | 28      | +28.297   | 7        | 10   |
| 7       | 5   | Colin Edwards    | Yamaha      | 28      | +30.109   | 12       | 9    |
| 8       | 26  | Dani Pedrosa     | Honda       | 28      | +44.947   | 13       | 8    |
| 9       | 33  | Marco Melandri   | Honda       | 28      | +1:13.649 | 6        | 7    |
| 10      | 40  | Héctor Barberá   | Ducati      | 28      | +1:17.721 | 11       | 6    |
| 11      | 19  | Álvaro Bautista  | Suzuki      | 28      | +1:17.908 | 16       | 5    |
| 12      | 7   | Hiroshi Aoyama   | Honda       | 28      | +1:33.025 | 15       | 4    |
| 13      | 65  | Loris Capirossi  | Suzuki      | 28      | +1:39.752 | 10       | 3    |
| Ret     | 71  | Carlos Checa     | Ducati      | 13      | Retirado  | 17       |      |
| Ret     | 27  | Casey Stoner     | Ducati      | 4       | Caída     | 4        |      |
| Ret     | 41  | Aleix Espargaró  | Ducati      | 0       | Caída     | 14       |      |
| DNS     | 11  | Ben Spies        | Yamaha      |         | Lesionado | 5        |      |
| Fuente: |     |                  |             |         |           |          |      |

### Resultados Moto2
| Pos.    | N.º | Piloto                | Constructor | Vueltas | Tiempo          | Parrilla | Pts. |
| ------- | --- | --------------------- | ----------- | ------- | --------------- | -------- | ---- |
| 1       | 65  | Stefan Bradl          | Suter       | 26      | 46:59.723       | 10       | 25   |
| 2       | 25  | Alex Baldolini        | I.C.P.      | 26      | +0.068          | 11       | 20   |
| 3       | 15  | Alex de Angelis       | MotoBi      | 26      | +2.830          | 6        | 16   |
| 4       | 45  | Scott Redding         | Suter       | 26      | +2.842          | 24       | 13   |
| 5       | 54  | Kenan Sofuoğlu        | Suter       | 26      | +2.947          | 4        | 11   |
| 6       | 35  | Raffaele De Rosa      | Tech 3      | 26      | +3.311          | 5        | 10   |
| 7       | 8   | Anthony West          | MZ-RE Honda | 26      | +3.385          | 20       | 9    |
| 8       | 2   | Gábor Talmácsi        | Speed Up    | 26      | +3.952          | 1        | 8    |
| 9       | 77  | Dominique Aegerter    | Suter       | 26      | +4.284          | 8        | 7    |
| 10      | 17  | Karel Abraham         | FTR         | 26      | +4.311          | 22       | 6    |
| 11      | 55  | Héctor Faubel         | Suter       | 26      | +4.492          | 23       | 5    |
| 12      | 60  | Julián Simón          | Suter       | 26      | +13.006         | 2        | 4    |
| 13      | 80  | Axel Pons             | Pons Kalex  | 26      | +26.529         | 19       | 3    |
| 14      | 3   | Simone Corsi          | MotoBi      | 26      | +27.760         | 18       | 2    |
| 15      | 39  | Robertino Pietri      | Suter       | 26      | +28.259         | 13       | 1    |
| 16      | 12  | Thomas Lüthi          | Moriwaki    | 26      | +28.311         | 12       |      |
| 17      | 16  | Jules Cluzel          | Suter       | 26      | +28.333         | 26       |      |
| 18      | 68  | Yonny Hernández       | BQR-Moto2   | 26      | +37.873         | 7        |      |
| 19      | 71  | Claudio Corti         | Suter       | 26      | +38.092         | 17       |      |
| 20      | 31  | Carmelo Morales       | Suter       | 26      | +38.227         | 16       |      |
| 21      | 29  | Andrea Iannone        | Speed Up    | 26      | +46.976         | 33       |      |
| 22      | 40  | Sergio Gadea          | Pons Kalex  | 26      | +1:01.779       | 32       |      |
| 23      | 19  | Xavier Siméon         | Moriwaki    | 26      | +1:25.872       | 34       |      |
| 24      | 10  | Fonsi Nieto           | Moriwaki    | 26      | +1:26.029       | 28       |      |
| 25      | 61  | Vladimir Ivanov       | Moriwaki    | 26      | +1:51.690       | 35       |      |
| 26      | 72  | Yuki Takahashi        | Tech 3      | 25      | +1 vuelta       | 9        |      |
| 27      | 70  | Ferruccio Lamborghini | Moriwaki    | 25      | +1 vuelta       | 30       |      |
| 28      | 88  | Yannick Guerra        | Moriwaki    | 25      | +1 vuelta       | 36       |      |
| 29      | 95  | Mashel Al Naimi       | BQR-Moto2   | 25      | +1 vuelta       | 37       |      |
| Ret     | 4   | Ricard Cardús         | Bimota      | 23      | Caída           | 14       |      |
| Ret     | 44  | Roberto Rolfo         | Suter       | 22      | Retirado        | 29       |      |
| Ret     | 7   | Dani Rivas            | BQR-Moto2   | 19      | Caída           | 27       |      |
| Ret     | 24  | Toni Elías            | Moriwaki    | 17      | Retirado        | 3        |      |
| Ret     | 14  | Ratthapark Wilairot   | Bimota      | 14      | Retirado        | 31       |      |
| Ret     | 53  | Valentin Debise       | ADV         | 13      | Retirado        | 15       |      |
| Ret     | 9   | Kenny Noyes           | Promoharris | 13      | Retirado        | 21       |      |
| Ret     | 56  | Michael Ranseder      | Suter       | 5       | Retirado        | 25       |      |
| DNS     | 6   | Alex Debón            | FTR         |         | No participó    |          |      |
| DNQ     | 63  | Mike Di Meglio        | Suter       |         | No se clasificó |          |      |
| DNQ     | 5   | Joan Olivé            | Promoharris |         | No se clasificó |          |      |
| DNQ     | 66  | Hiromichi Kunikawa    | Bimota      |         | No se clasificó |          |      |
| Fuente: |     |                       |             |         |                 |          |      |

### Resultados 125cc
| Pos.    | N.º | Piloto              | Constructor | Vueltas | Tiempo          | Parrilla | Pts. |
| ------- | --- | ------------------- | ----------- | ------- | --------------- | -------- | ---- |
| 1       | 93  | Marc Márquez        | Derbi       | 9       | 16:27.878       | 11       | 25   |
| 2       | 40  | Nico Terol          | Aprilia     | 9       | +0.150          | 4        | 20   |
| 3       | 38  | Bradley Smith       | Aprilia     | 9       | +0.212          | 1        | 16   |
| 4       | 94  | Jonas Folger        | Aprilia     | 9       | +18.378         | 17       | 13   |
| 5       | 39  | Luis Salom          | Aprilia     | 9       | +19.387         | 8        | 11   |
| 6       | 23  | Alberto Moncayo     | Aprilia     | 9       | +22.505         | 3        | 10   |
| 7       | 35  | Randy Krummenacher  | Aprilia     | 9       | +26.699         | 13       | 9    |
| 8       | 7   | Efrén Vázquez       | Derbi       | 9       | +26.703         | 14       | 8    |
| 9       | 99  | Danny Webb          | Aprilia     | 9       | +31.503         | 2        | 7    |
| 10      | 44  | Pol Espargaró       | Derbi       | 9       | +40.823         | 12       | 6    |
| 11      | 84  | Jakub Kornfeil      | Aprilia     | 9       | +47.006         | 15       | 5    |
| 12      | 15  | Simone Grotzkyj     | Aprilia     | 9       | +48.773         | 28       | 4    |
| 13      | 95  | Alessandro Tonucci  | Aprilia     | 9       | +54.418         | 24       | 3    |
| 14      | 92  | Luigi Morciano      | Aprilia     | 9       | +1:02.234       | 23       | 2    |
| 15      | 63  | Zulfahmi Khairuddin | Aprilia     | 9       | +1:15.433       | 25       | 1    |
| Ret     | 37  | Robin Barbosa       | Aprilia     | 1       | Caída           | 26       |      |
| Ret     | 11  | Sandro Cortese      | Derbi       | 0       | Retirado        | 5        |      |
| Ret     | 12  | Esteve Rabat        | Aprilia     | 0       | Retirado        | 16       |      |
| Ret     | 14  | Johann Zarco        | Aprilia     | 0       | Retirado        | 18       |      |
| Ret     | 26  | Adrián Martín       | Aprilia     | 0       | Retirado        | 19       |      |
| Ret     | 50  | Sturla Fagerhaug    | Aprilia     | 0       | Retirado        | 20       |      |
| Ret     | 52  | Danny Kent          | Lambretta   | 0       | Retirado        | 10       |      |
| Ret     | 69  | Louis Rossi         | Aprilia     | 0       | Retirado        | 21       |      |
| Ret     | 71  | Tomoyoshi Koyama    | Aprilia     | 0       | Retirado        | 7        |      |
| Ret     | 78  | Marcel Schrötter    | Honda       | 0       | Retirado        |          |      |
| Ret     | 53  | Jasper Iwema        | Aprilia     | 0       | Retirado        | 27       |      |
| Ret     | 87  | Luca Marconi        | Aprilia     | 0       | Retirado        | 22       |      |
| DNS     | 32  | Lorenzo Savadori    | Aprilia     |         | No participó    | 9        |      |
| DNQ     | 72  | Marco Ravaioli      | Lambretta   |         | No se clasificó |          |      |
| DNQ     | 96  | Tommaso Gabrielli   | Aprilia     |         | No se clasificó |          |      |
| Fuente: |     |                     |             |         |                 |          |      |